# 武峁子乡
武峁子乡是中国陕西省榆林市定边县下辖的一个乡。

## 行政区划
武峁子乡下辖以下行政区：
武峁子村、棋杆山村、海底涧村、白庄村、南庄村、短涧子村、三路渠村、沙渠村、冯湾村